# 大莊嚴論
《大莊嚴論》，古印度佛教譬喻師馬鳴菩薩所撰，為用於通俗教化之佛書。《出三藏記集》未收錄，至法經的《眾經目錄》、《歷代三寶紀》始收錄，載為鳩摩羅什譯，全書共十五卷，《大正藏》收錄於本緣部。
書中收有九十則(分九十章)故事，以歷史傳記、寓言故事等體裁方式宣說佛理。其中八十則故事以「我昔曾聞」作為開場白，內容包括阿波陀那、本生、因緣，及一般與佛教有關之故事。末後十則是用一般的民間故事借喻佛理。
20世紀初，在新疆庫車克孜爾千佛洞的石窟寺院，發現了一批佛教寫本。1926年，對這批寫本進行研究的德國學者呂德斯（Heinrich Lüders）發表《鳩摩羅陀之Kalpanāmaṇḍitikā寫本殘片研究》，認定此梵文殘卷與漢譯的《大莊嚴論》為同一部，大莊嚴論的作者並非馬鳴，而是童受（鳩摩羅陀）。
列維（Sylvain Lévi）則主張克孜爾寫本的正式名稱應是窺基《述記》提到的《喻鬘論》（Dṛṣṭāntapaṅkti），是童受在馬鳴原作Kalpanāmaṇḍitikā的基礎上加以改編。藏學家韓恩（Michael Hahn）對《喻鬘論》藏譯本的研究，又進一步否定童受改編馬鳴之說，而較為支持大莊嚴論的作者就是童受。對於《大莊嚴論》的作者到底是童受或馬鳴，許多學者對此各抒已見，至今未成定論。